# Bai (cheval)
Pour les articles homonymes, voir bai.
Robe du cheval

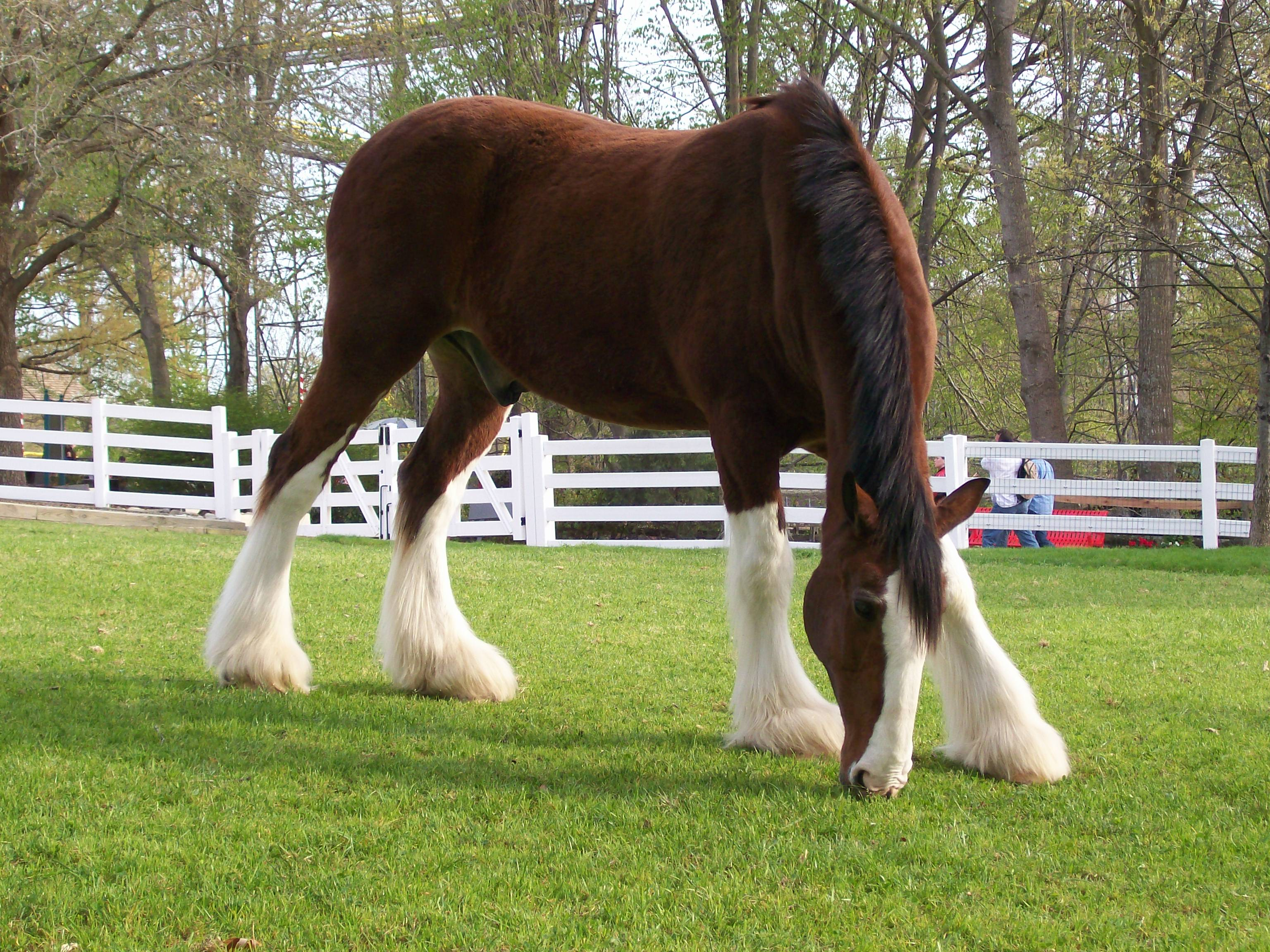
Ce clydesdale est bai, bien que ses balzanes blanches cachent les extrémités des membres.

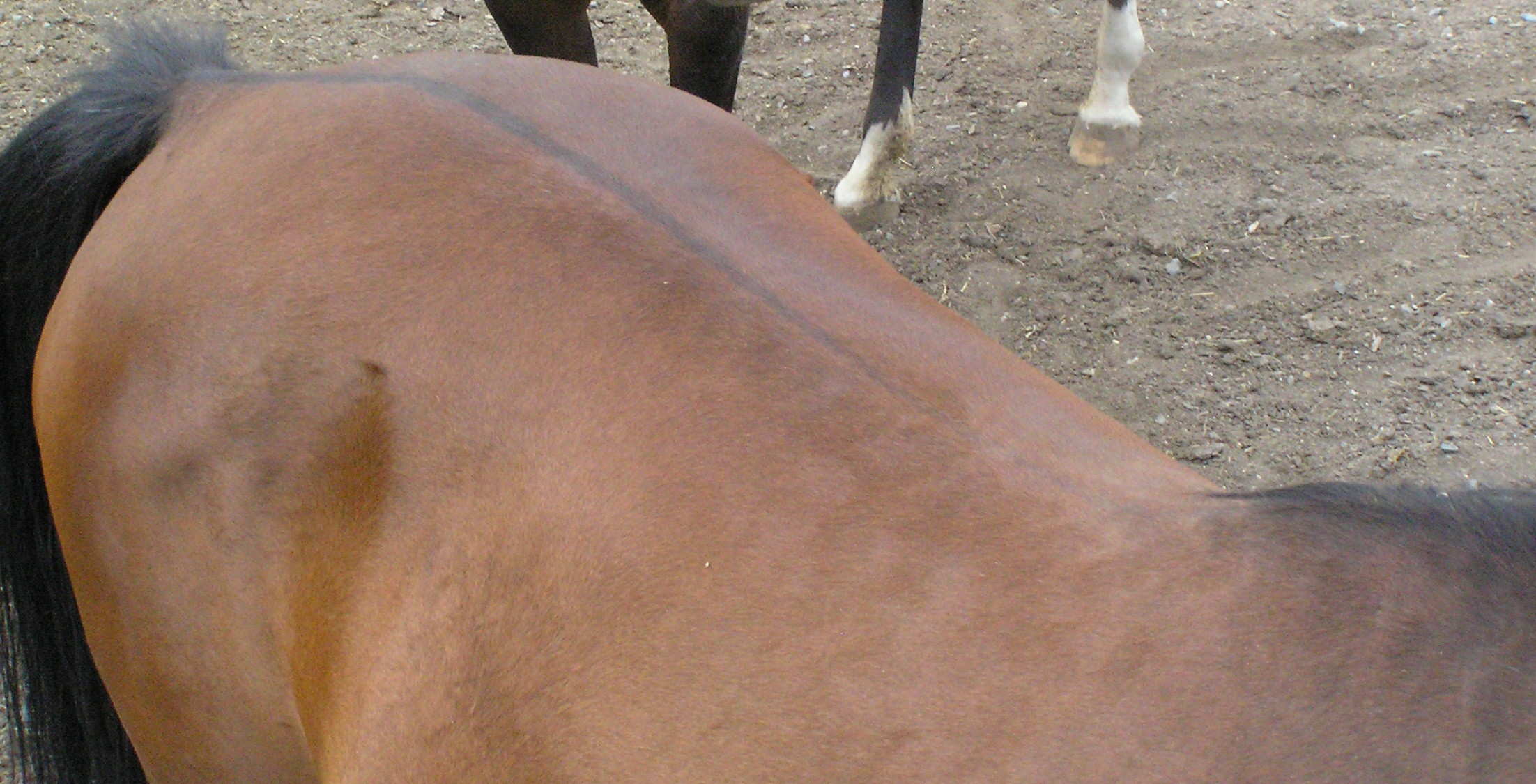
Les chevaux bais peuvent présenter une raie de mulet bien visible.

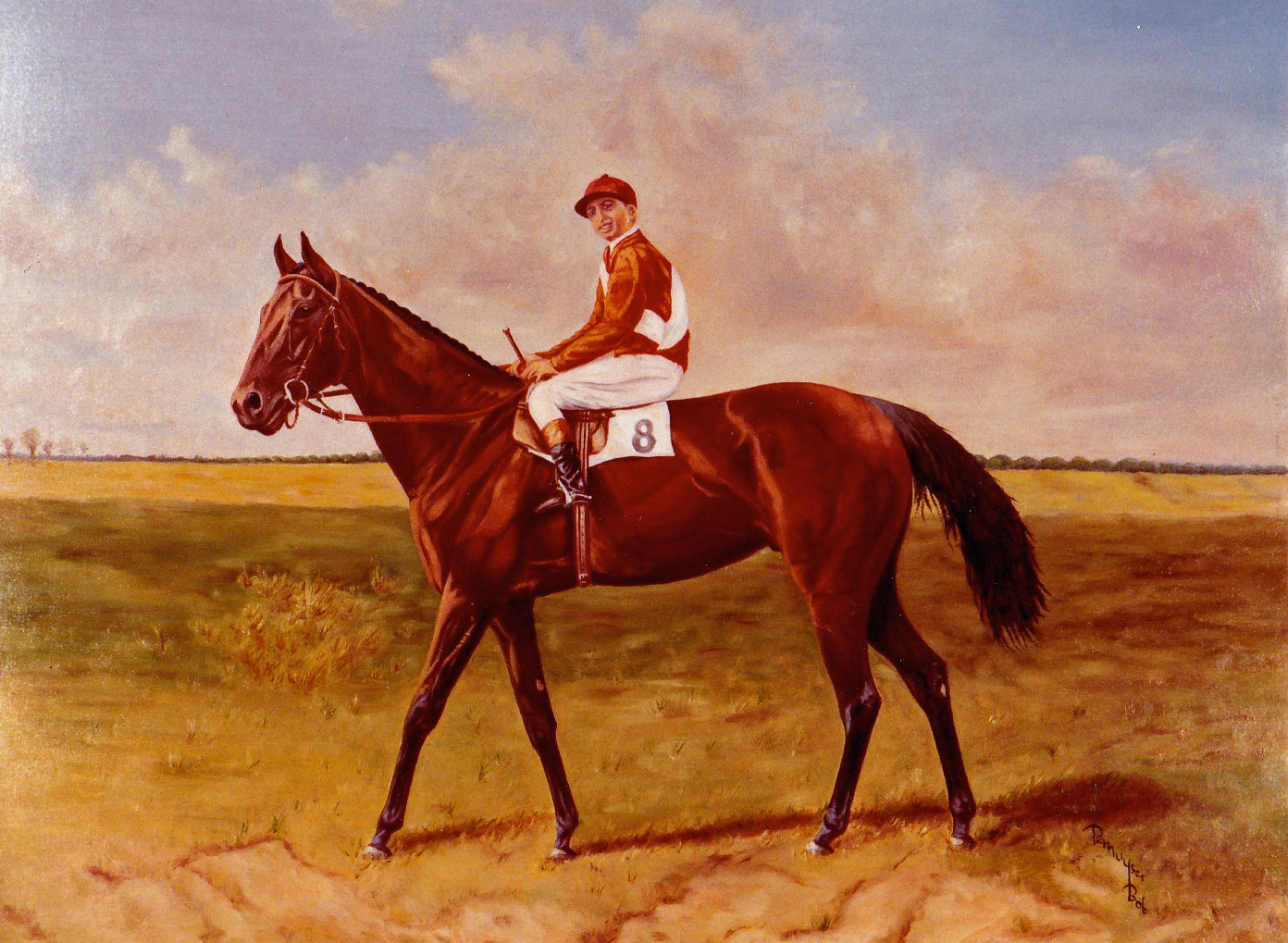
Prince Rose (1928-1944), étalon chef de race, peint par l’artiste peintre Bob Demuyser (1920-2003).

Le bai est, dans le domaine de l'hippologie, l'une des couleurs de robes les plus fréquentes chez le cheval. Le pelage est dans les tons roux, marron à chocolat. La crinière, la queue, le contour des oreilles et le bas des membres sont noirs, c'est essentiellement ce qui différencie les chevaux bais des alezans. La peau de ces chevaux est sombre, excepté sous leurs marques blanches (listes, balzanes...) où elle est rose. On trouve des bais parmi presque toutes les races de chevaux. La robe baie est classée différemment par la génétique et les Haras nationaux français. Le gène responsable de la robe baie est nommé « Agouti ».

## Identification
La gamme des robes baies va de la couleur noisette a une variante très proche du noir. Les chevaux bais ont des poils qui vont du brun clair au brun presque noir. Le bout de leur nez, leurs jambes, leur crinière et leur queue, c'est-à-dire les extrémités, sont toujours noirs. Ils peuvent avoir des balzanes et des marques en tête. Ainsi, parmi les robes baies, on distingue :
- Bai clair: le fond de robe est marron clair, les crins et le bas des membres sont noirs.
- Bai cerise : le fond de robe est roux ou d'un marron tendant vers le rouge, les crins et le bas des membres sont noirs.
- Bai-brun : le fond de robe est marron foncé, jusque dans les tons chocolat, les crins et le bas des membres sont noirs.
- Bai pangaré : le patron de couleur pangaré est encore en discussion. Les chevaux bais porteurs du gène pangaré (ou sauvage) ont le bout du nez, le contour des yeux, le ventre et l'intérieur des membres plus clairs que le reste de leur robe. Les crins et le bas des membres restent noirs.

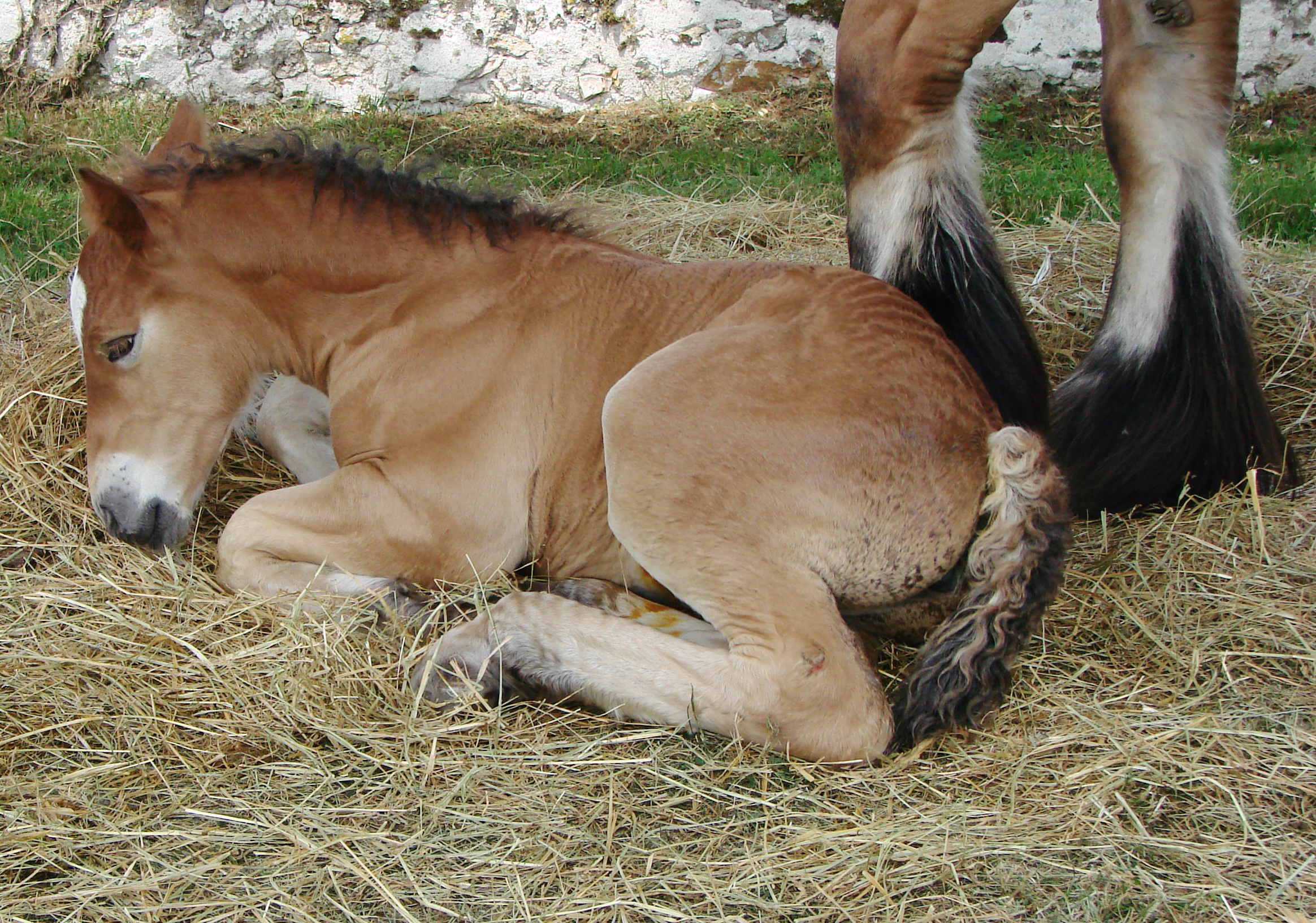
À la naissance, les chevaux peuvent montrer des crins et des extrémités plus claires.
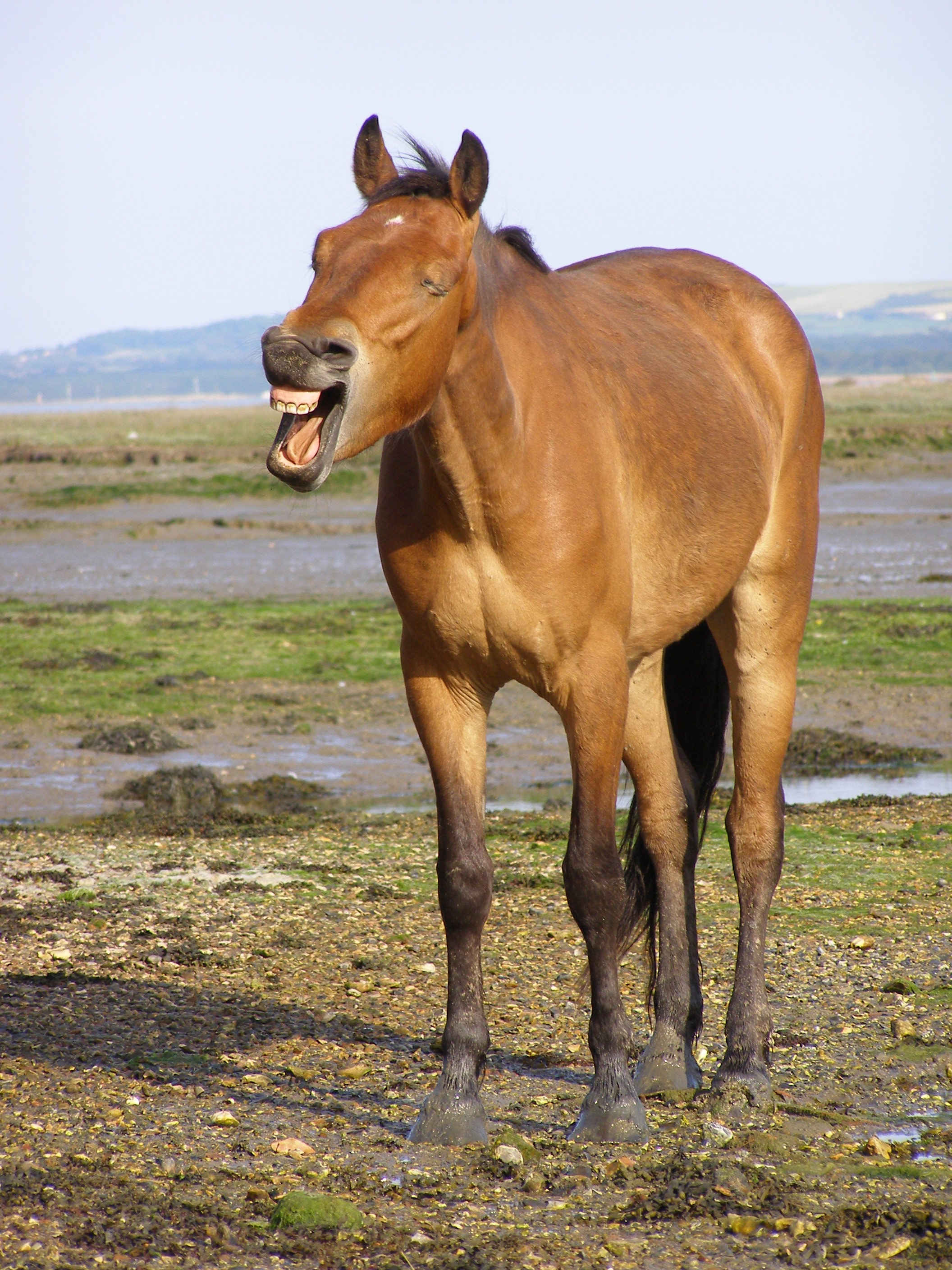
Bai clair
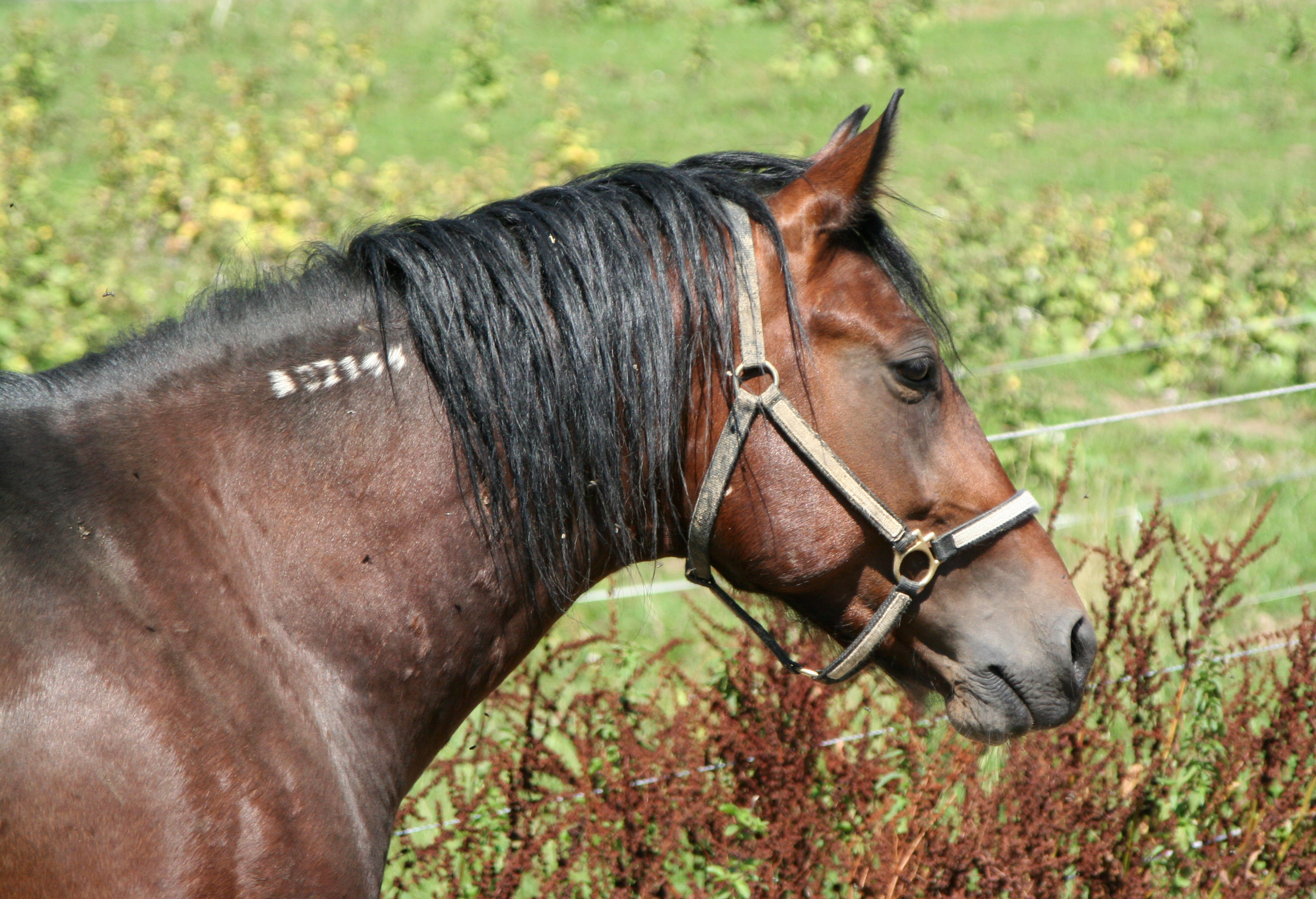
Bai
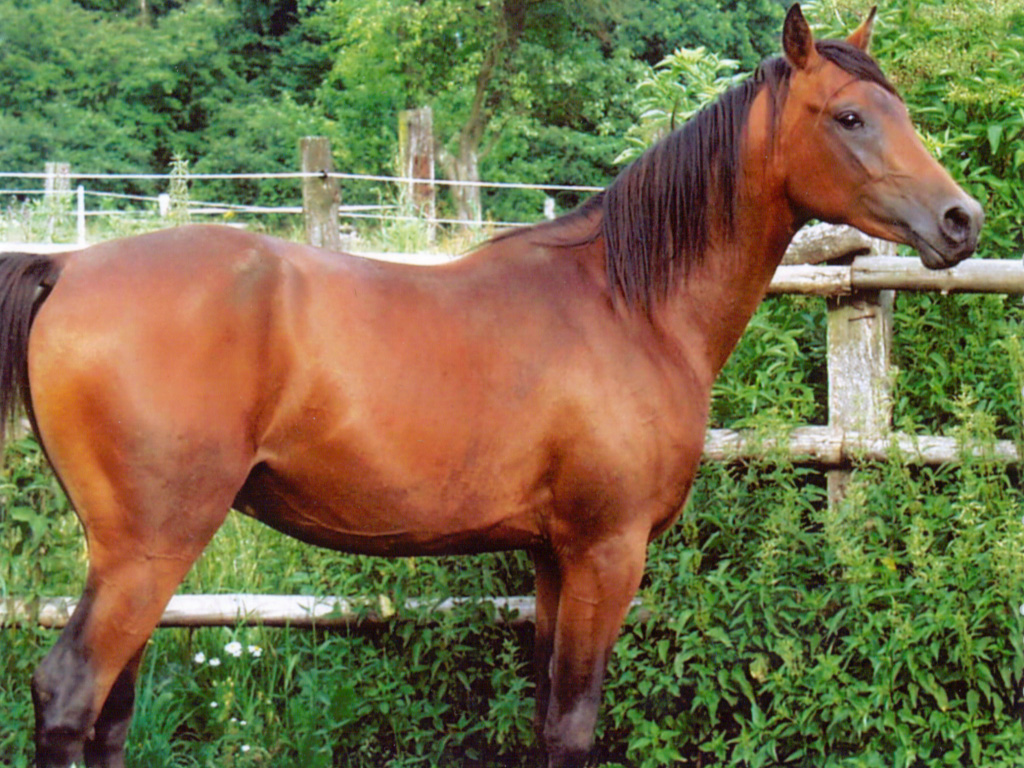
Bai cerise
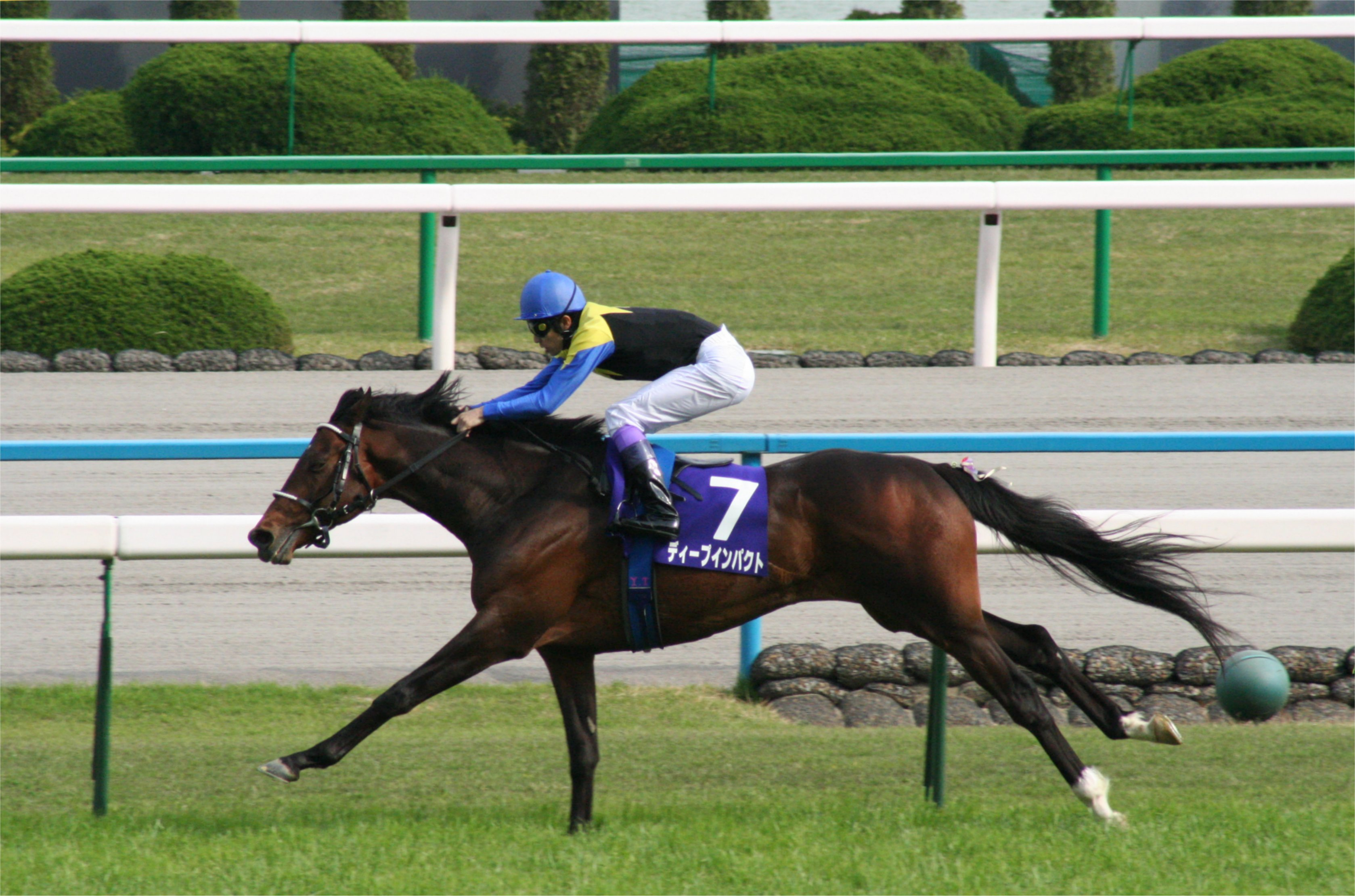
Bai brun
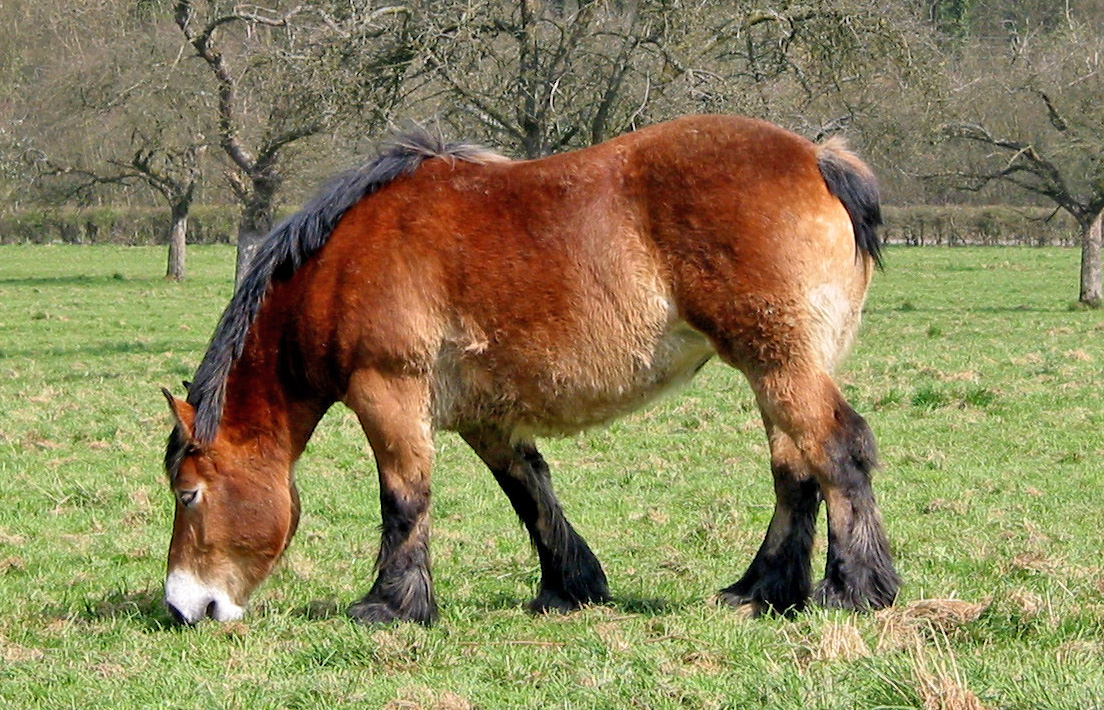
Bai pangaré, gène en cours d'identification

### Apparition de la robe bai
La domestication du cheval a énormément accru la variété de ses robes, mais le bai est l'une des trois qui soient présentes chez les premières populations d'animaux sauvages, avec l'alezan et le noir, afin de fournir un camouflage contre les prédateurs. Parmi ces robes de base, le bai est dominant sur le noir et les deux sont épistatiques avec l'alezan.

## Classification
Les haras nationaux classent la robe baie dans le même groupe que l'isabelle et le souris. Elle est décrite comme une robe où le pelage dans les tons marron, roux à chocolat et les crins ainsi que le bas des membres sont noirs.

## Génétique
Les robes baies sont liées au gène Agouti, noté "A" quand présent, et "a" si absent. L'agouti n'agit que sur le noir (gène appelé Extension, noté "E" quand présent et "e" quand absent), un cheval alezan peut donc être porteur de l'agouti sans que cela n'apparaisse. Un cheval bai sera donc forcément E_ A_ au minimum. Un cheval E_ AA sera dit homozygote sur l'agouti, et le transmettra à 100 % a sa descendance. L'agouti est un gène de base. La robe peut ensuite être diluée/modifiée par plusieurs autres gènes tels que :
- Le Crème (noté CR) : si un seul allèle crème est présent, le cheval sera isabelle. Génétiquement il sera E_ A_ CRcr

Si deux allèles crème sont présents, le cheval sera alors perlino. Génétiquement il sera E_ A_ CRCR. En présence d'un double crème (CRCR), les yeux sont toujours bleu, la peau toujours rose.
- Le dun (D) : la présence d'un seul allèle ou de deux ne change rien à la couleur obtenue. Le cheval sera bai dun dans tous les cas en présence de dun. Il éclaircit le corps mais laisse la couleur des crins et des extrémités inchangée. Il laisse des marques primitives comme les zébrures (sur les membres, parfois les oreilles et le front), une raie de mulet... Les marques ne sont pas forcément présentes, notamment en cas de présence d'un gène de dilution (crème par exemple). Génétiquement : E_A_D_
- Le sooty (STY) : la présence du sooty fonce la robe de base, on y retrouve donc des poils noirs. Il est possible d'avoir des pommelures, et une fausse raie de mulet (countershading). Le sooty n'est pour le moment pas testable génétiquement.
- Le pangaré (P) : Il éclaircit la robe au niveau du nez, de contour de l’œil, du ventre et de l’intérieur des membres. C'est un gène très présent chez l'ardennais par exemple.
- Le champagne (CH) : Avec l'agouti, le champagne donne du champagne ambre. La peau est mouchetée de rose, les yeux sont verts, ambre ou noisette. Les crins restent plus foncé que la robe, qui est d'une teinte beige à noisette. Génétiquement : E_ A_ CH_

### Noir réglisse
Les chevaux noir « réglisse » sont classés parmi les bais bien que l'origine génétique de leur robe soit différente puisque ce sont des chevaux noirs porteurs du gène crème, qui peuvent s’éclaircir et ressembler à des bai brun. En anglais, on appelle ces chevaux « smoky black »

### Chocolat
Chocolat est un terme utilisé pour désigner des chevaux dont on ne peut déterminer s'ils sont bai-brun foncé ou alezan brûlé. Génétiquement, ils sont noirs avec des pigments marron (E ?aabb). Ils produisent de l’eumélanine qui, au lieu d'être noire, est marron foncé.

### Bai Sooty

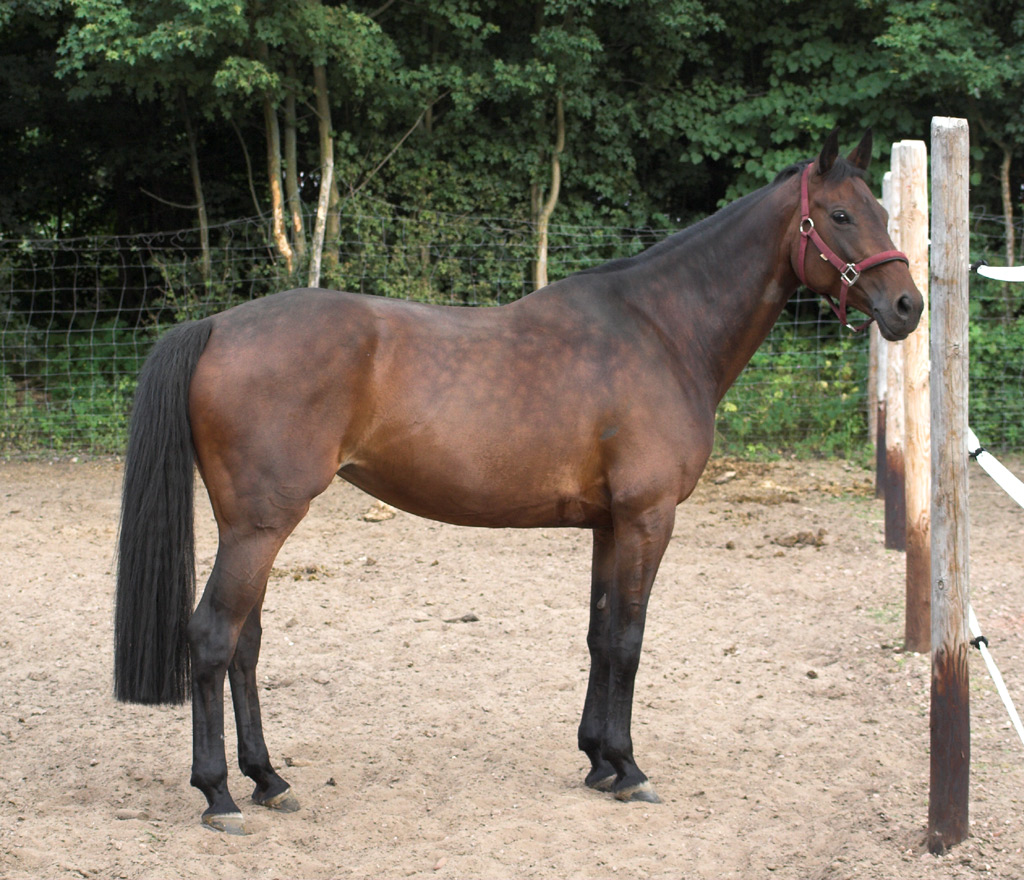
Jument Oldenbours à la robe baie sooty.

Les chevaux « sooty » ont une robe dont l’encolure et le dessus du dos sont plus foncés, et présentent des pommelures, c'est-à-dire de petites taches rondes très généralement sur les flancs. Le gène sooty (« charbonné » en français) est présumé faire foncer le corps du cheval, les alezans deviennent ainsi des alezan brûlé et les bais des bai brun, mais reste assez peu connu. Ce gène fait foncer la robe un peu plus à chaque mue, le cheval naît avec sa couleur de base puis devient de plus en plus foncé à chaque saison, jusqu’à devenir un bai brun presque noir. Les poils noirs sont surtout visibles le long de l’encolure et sur la ligne du dos, où il fait des pommelures. Le ventre, le grasset et le coude restent généralement d'une couleur plus claire plus longtemps. À terme, seule une analyse génétique peut permettre de différencier un cheval bai sooty d'un noir pangaré.

## Races de chevaux bais
Le Bai de Cleveland, une race de carrossiers britanniques, ne présente que la robe baie. Cette particularité est due à une sélection pour favoriser l'harmonisation des robes en attelage. La robe baie est également majoritaire chez la plupart des races de chevaux (Sponenberg 2017).

## Chevaux bais célèbres
- Bayard, cheval bai légendaire capable de porter les quatre fils Aymon en même temps.